# 저빌생쥐
저빌생쥐(Malacothrix typica)는 붉은숲쥐과에 속하는 설치류의 일종이다. 저빌생쥐속(Malacothrix)의 유일종이다. 앙골라와 보츠와나, 나미비아 그리고 남아프리카공화국에서 발견된다. 자연 서식지는 건조 사바나 지역과 아열대 또는 열대 기후 지역의 건조 관목 지대, 무더운 사막 그리고 온대 사막 지대이다.